# 1. Līga 2017
La 1. Līga 2017 è stata la 26ª edizione della seconda divisione del Campionato lettone di calcio. Il Valmiera ha vinto il campionato per la prima volta nella sua storia.

## Stagione

### Novità
Il campionato è composto da 14 squadre, una in meno rispetto alla stagione precedente: a fronte della promozione in Virslīga del Babīte, della retrocessione in 2.Līga del Saldus e del fallimento dello Skonto, sono stati colmati solo due dei tre posti vacanti: dalla Vīrsliga è sceso il BFC Daugavpils mentre dalla 2.Līga è salito il Grobiņa.
Il 14 luglio 2017 le squadre Jēkabpils/JSC e Ogre sono state squalificate a seguito di un'inchiesta su frodi derivanti da scommesse e tutti i risultati precedenti sono stati annullati.

### Formula
Le quattordici squadre partecipanti si affrontano in turni di andata e ritorno per un totale di 26 incontri per squadra. La formazione prima classificata è promossa in Virslīga 2017, la seconda effettua uno spareggio con la nona (penultima) di Virslīga 2017. La squadra classificata all'ultimo posto è retrocessa in 2. Līga.

## Squadre partecipanti
| Club                    | Città      | Stagione precedente        |
| ----------------------- | ---------- | -------------------------- |
| Auda Ķekava             | Rīga       | 3° in 1. Līga              |
| BFC Daugavpils          | Daugavpils | 8° in Virslīga, retrocesso |
| Grobiņa                 | Grobiņa    | Promosso dalla 2. Līga     |
| JDFS Alberts            | Rīga       | 11° in 1. Līga             |
| Jēkabpils/JSC           | Jēkabpils  | 14° in 1. Līga             |
| Olaine                  | Olaine     | 2° in 1. Līga              |
| Ogre                    | Ogre       | 12° in 1. Līga             |
| Preiļu                  | Preiļi     | 13° in 1. Līga             |
| Rēzeknes BJSS           | Rēzekne    | 5° in 1. Līga              |
| RTU Riga/Skonto Academy | Rīga       | 9° in 1. Līga              |
| Smiltene                | Smiltene   | 7° in 1. Līga              |
| Staiceles Bebri         | Staicele   | 10° in 1. Līga             |
| Tukums 2000             | Tukums     | 6° in 1. Līga              |
| Valmiera                | Valmiera   | 4° in 1. Līga              |

## Classifica finale
|  | Pos. | Squadra                 | Pt      | G  | V  | N | P  | GF | GS | DR  |
|  | ---- | ----------------------- | ------- | -- | -- | - | -- | -- | -- | --- |
|  | 1.   | Valmiera                | 58      | 22 | 18 | 4 | 0  | 75 | 21 | +54 |
|  | 2.   | Olaine                  | 48      | 22 | 15 | 3 | 4  | 47 | 14 | +33 |
|  | 3.   | BFC Daugavpils          | 47      | 22 | 15 | 2 | 5  | 58 | 14 | +44 |
|  | 4.   | Grobiņa                 | 44      | 22 | 14 | 2 | 6  | 62 | 41 | +21 |
|  | 5.   | Tukums 2000             | 33      | 22 | 10 | 3 | 9  | 36 | 39 | -3  |
|  | 6.   | JDFS Alberts            | 28      | 22 | 8  | 4 | 10 | 23 | 32 | −9  |
|  | 7.   | Rēzeknes BJSS           | 28      | 22 | 8  | 4 | 10 | 40 | 47 | −7  |
|  | 8.   | Smiltene                | 26      | 22 | 7  | 5 | 10 | 28 | 48 | −20 |
|  | 9.   | RTU Riga/Skonto Academy | 24      | 22 | 8  | 0 | 14 | 42 | 52 | −10 |
|  | 10.  | Auda Ķekava             | 23      | 22 | 6  | 5 | 11 | 36 | 45 | −9  |
|  | 11.  | Preiļu                  | 14      | 22 | 4  | 2 | 16 | 26 | 67 | −41 |
|  | 12.  | Staiceles Bebri         | 5       | 22 | 1  | 2 | 19 | 14 | 67 | −53 |
|  | 13.  | Jēkabpils/JSC           | Esclusa |    |    |   |    |    |    |     |
|  | 14.  | Ogre                    | Esclusa |    |    |   |    |    |    |     |

## Spareggio promozione/retrocessione
Allo spareggio salvezza viene ammessa la seconda classificata in 1.Līga, l'AFA Olaine, e la settima classificata in Virslīga, il Metta/LU.
|            | Risultati |            | Luogo e data             |
| ---------- | --------- | ---------- | ------------------------ |
| AFA Olaine | 1 - 1     | Metta/LU   | Olaine, 16 novembre 2017 |
| Metta/LU   | 3 - 1     | AFA Olaine | Riga, 20 novembre 2017   |
|            |           |            |                          |